# Hrboltová (przystanek kolejowy)
Hrboltová – czynny przystanek kolejowy znajdujący się w mieście Rużomberk w kraju żylińskim na linii kolejowej nr 180 na Słowacji.